# Rhaenyra la Cruel
«Rhaenyra the Cruel» (en español, «Rhaenyra la Cruel») es el segundo episodio de la segunda temporada de la serie de televisión de drama y fantasía La casa del dragón, una precuela de Game of Thrones. El episodio fue escrito por la productora ejecutiva Sara Hess y dirigido por Clare Kilner. Se emitió por primera vez en HBO y Max el 23 de junio de 2024. Con una duración de 69 minutos, «Rhaenyra la Cruel» es el episodio más largo de la serie hasta la fecha.
La trama sigue directamente el final del estreno de la temporada, mostrando las consecuencias del asesinato de Jaehaerys, heredero de Aegon Targaryen. En Desembarco del Rey, Otto Hightower organiza el funeral de Jaehaerys para ganarse la simpatía de la plebe e inculpar a Rhaenyra Targaryen de haber orquestado el asesinato. La impulsiva acción de Aegon enfurece a Otto, lo que lleva a un enfrentamiento que acaba con Aegon destituyendo a Otto como Mano del Rey. Criston Cole envía a Arryk Cargyll a asesinar a Rhaenyra. En Rocadragón, Rhaenyra y Daemon Targaryen discuten sobre su lealtad. El intento de Arryk de matar a Rhaenyra acaba con su propia muerte y con la de su hermano gemelo Erryk, protector jurado de Rhaenyra, que se suicida.
«Rhaenyra la Cruel» presentó a varios nuevos miembros del elenco, entre ellos Clinton Liberty como Addam de Hull, Tom Bennett como Ulf White y Ellora Torchia como Kat. En Estados Unidos, el episodio obtuvo una audiencia de 1,3 millones de espectadores en su noche de estreno en la televisión convencional. Recibió reseñas muy positivas por parte de los críticos, que elogiaron la dirección, el guion, la banda sonora, la fotografía, el trabajo de cámara, la pelea entre Erryk y Arryk, la discusión de Rhaenyra con Daemon y las interpretaciones del elenco, en especial las de Tom Glynn-Carney, Emma D'Arcy, Phia Saban, Rhys Ifans y Olivia Cooke.

## Trama

### En Desembarco del Rey
En el caos que sigue al asesinato de su hijo Jaehaerys, Aegon Targaryen se enfurece violentamente. Se apresura a reunir a su Pequeño Consejo, deseoso de vengarse de Rhaenyra Targaryen, aunque Jasper Wylde cree que puede ser inocente. Otto Hightower sugiere un funeral público para ganarse la simpatía de los plebeyos y enemistarlos con Rhaenyra. Durante el cortejo fúnebre, los plebeyos expresan sus condolencias a la reina madre Alicent Hightower y reina Helaena Targaryen, mientras un heraldo denuncia los crímenes de Rhaenyra y la apoda despectivamente «Rhaenyra la Cruel».
Sangre, uno de los asesinos, es capturado y, bajo amenaza de tortura, confiesa a Larys Strong que actuó por orden de Daemon Targaryen junto con un cazador de ratas cuyo nombre desconoce. Aegon entonces golpea fatal y furiosamente la cabeza de Sangre con una maza. Aegon y Helaena no logran reconectarse en medio de su dolor compartido. Del mismo modo, Alicent es incapaz de consolar ni a Aegon ni a Helaena.
Buscando consuelo con Sylvi en su burdel, Aemond Targaryen se siente engreído por ser el objetivo de Daemon, pero expresa su remordimiento por la muerte accidental de Lucerys Velaryon. En otro lugar, el herrero Hugh Hammer llega a casa con su hija enferma y su mujer, Kat, que culpa del empeoramiento de su situación al bloqueo marítimo.
Criston Cole, desviando la responsabilidad por no haber protegido a Jaehaerys, culpa a Arryk Cargyll, y le ordena infiltrarse en Rocadragón disfrazado de su gemelo, Erryk, y asesinar a Rhaenyra.
Incapaz de identificar al cómplice de Sangre, Aegon manda ahorcar públicamente a todos los cazadores de ratas (incluido Queso), lo que enfurece a Otto, que teme una reacción pública. Su acalorada discusión hace que Aegon destituya a Otto como Mano del Rey y nombre a Criston como su sustituto. Otto y Alicent discuten sobre cómo manejar a Aegon. Más tarde, Alicent arremete contra Criston antes de que tengan relaciones sexuales.

### En Marcaderiva
Alyn de Hull y su hermano Addam se reencuentran. Addam sugiere que Alyn podría ascender de rango ahora que cuenta con el favor de Corlys Velaryon por haberle salvado la vida. Más tarde, mientras recoge cangrejos en la playa, Addam divisa a Seasmoke, el dragón de Laenor Velaryon, volando en el cielo.

### En Rocadragón
Tras el asesinato de Jaehaerys y las acusaciones de los Verdes, Rhaenyra teme que su apoyo se debilite. Rhaenyra le pregunta a Daemon si ordenó la muerte de Jaehaerys en caso de que Aemond no fuese encontrado. También le pregunta si le molesta que ella herede el trono en lugar de él, y luego afirma que ya no puede confiar en él; lo que produce una discusión. Daemon parte hacia Harrenhal para reclutar aliados.
Rhaenyra envía a Baela Targaryen a explorar Desembarco del Rey en su dragón, Danzarina Lunar. Ella y Jacaerys Velaryon discuten sobre sus familias y su futuro.
Rhaenyra interroga a Mysaria sobre sus conexiones con Daemon y los Verdes antes de concederle la libertad a regañadientes. Mientras parte de Rocadragón, Mysaria se percata de la llegada de Arryk y alerta a los guardias. Arryk entra en la cámara de Rhaenyra, amenazándola con una espada. Erryk irrumpe y ambos se enredan en un feroz duelo. Los guardias de Rhaenyra llegan, pero son incapaces de distinguir a los gemelos. Erryk mata a Arryk y salva a Rhaenyra, pero, abrumado por la pena de haber matado a su hermano, se suicida cayendo sobre su espada.

## Producción

### Escritura y filmación
«Rhaenyra la Cruel» fue escrito por la productora ejecutiva Sara Hess y dirigido por Clare Kilner, siendo su segunda colaboración en la serie tras «El consejo verde». El título del episodio hace referencia al apodo que los Verdes dan a Rhaenyra Targaryen después de culparla del asesinato de su sobrino Jaehaerys.
El episodio también supuso el tercer crédito como guionista de Hess, tras «La princesa y la reina» y «El consejo verde», y la cuarta vez de Kilner como directora de la serie, tras «El rey del mar Estrecho», «Iluminamos el camino» y «El consejo verde».
La fotografía principal de la segunda temporada comenzó en abril de 2023 y finalizó en septiembre de 2023. Las escenas ambientadas en las calles de Desembarco del Rey se filmaron en Cáceres y Trujillo (España), en mayo.: 4:11–5:20  La escena en la que Aegon destruye el modelo de la Antigua Valyria de su padre Viserys Targaryen se filmó en junio. Para esta escena, se utilizó una versión impresa en 3D del modelo, hecha de un material más ligero que el original. Debido al coste de la creación del modelo, Tom Glynn-Carney, que interpreta a Aegon, tuvo que completar la escena en una sola toma.: 1:01–3:06  Además de en localizaciones reales, la filmación también tuvo lugar en escenarios recién construidos, incluido el interior del castillo de Rocadragón, diseñado por el diseñador de producción Jim Clay.: 11:43–14:58  La pelea entre Erryk y Arryk Cargyll fue coreografiada por el coordinador de acrobacias Rowley Irlam. Aprovechando sus conocimientos de artes marciales, Elliott y Luke Tittensor, que interpretan a los dos hermanos, optaron por realizar la escena ellos mismos, con la excepción de la parte en la que Arryk cae sobre un jarrón, que requirió un doble de acción.: 15:00–19:54 

### Casting
En los créditos principales del episodio se encuentran Matt Smith, Emma D'Arcy, Olivia Cooke, Rhys Ifans, Steve Toussaint, Eve Best, Fabien Frankel, Matthew Needham, Sonoya Mizuno, Tom Glynn-Carney, Ewan Mitchell, Phia Saban, Harry Collett, Bethany Antonia, Jefferson Hall, Kurt Egyiawan, Abubakar Salim, Clinton Liberty, Tom Bennett, Kieran Bew y Ellora Torchia. Es la primera vez que Liberty interpreta a Addam de Hull, Bennett a Ulf White y Torchia a Kat.
El casting de Liberty y Bennett se anunció en diciembre de 2023.

## Recepción

### Audiencias
En Estados Unidos, se estima que «Rhaenyra la Cruel» fue visto por 1,3 millones de espectadores solo durante su primera emisión en HBO el 23 de junio de 2024, lo que supuso un descenso del 1,8% respecto al episodio anterior.

### Recepción crítica
El episodio recibió reseñas muy positivas por parte de la crítica. En el sitio web agregador de críticas Rotten Tomatoes, tiene un índice de aprobación del 100%, basado en 20 críticas, con un puntaje promedio de 7,7 de 10. El consenso del sitio dice: «Un episodio salpicado por el dolor y la venganza, «Rhaenyra la Cruel» profundiza en el elenco de La casa del dragón con nuevas capas emocionales, mientras que amontona contragolpes sangrientos memorables».
Haley Whitmire White, de TV Fanatic, calificó el episodio con 4,5 estrellas de 5. Alec Bojalad, de Den of Geek, le dio 4 estrellas de 5, calificándolo como «uno de los episodios temáticamente más disciplinados de la serie hasta la fecha». James Hunt, de Screen Rant, que anteriormente había encontrado decepcionante la escena de Sangre y Queso, elogió la descripción del episodio de sus consecuencias. Elogió el convincente y emotivo trabajo de los personajes y las magníficas interpretaciones, y lo describió como «otra sólida entrega a medida que la Danza de los Dragones se acerca a su verdadera eclosión». Katie Doll, de CBR, puntuó el episodio con un 9 sobre 10, afirmando: «Al final de este episodio queda claro que nadie está ganando esta guerra. La casa del dragón ha movido las piezas para que todo el mundo pierda de alguna forma. [...] Es estimulante que una serie de fantasía se humanice explorando todas las facetas de la guerra y sus consecuencias. Con una mezcla de política manipuladora y secuencias de acción que destrozan el alma, [la serie] va camino de convertirse en un drama bélico de fantasía cautivador». Carly Lane, de Collider, le dio un 8 sobre 10, mientras que Helen O'Hara, de IGN, lo calificó con un 7 sobre 10, señalando que era un «episodio de corazón pesado, lastrado por el duelo de casi todo el elenco principal». Por otra parte, Kayleigh Dray, de The A.V. Club, calificó el episodio con un «B+», escribiendo: «Este episodio construye inteligentemente sobre las tensiones del estreno de la temporada, tejiendo subtramas, drama e easter eggs del tamaño de un dragón. [...] Es otro episodio maravillosamente sutil, cargado de suspenso y tranquila melancolía».
Las interpretaciones del elenco recibieron numerosos elogios de la crítica, especialmente las de Glynn-Carney, D'Arcy, Saban, Ifans y Cooke. Hunt destacó la interpretación de Glynn-Carney como «estupenda», especialmente por mostrar no solo su rango interpretativo sino también el rango emocional de Aegon. También elogió a Saban, destacando su capacidad para «transmitir mucho con sus ojos y acertar en la complejidad de una madre en duelo», y a Ifans, diciendo que era «su mejor interpretación de Otto hasta la fecha». Proma Khosla, de IndieWire, que calificó el episodio con un «notable», destacó a Saban y Glynn-Carney por sus sobresalientes interpretaciones, y calificó la actuación de Cooke de «excelente». Whitmire White y Dray también destacaron la actuación de Glynn-Carney: White describió su interpretación de un padre afligido como «sobresaliente» y Dray lo nombró «el mejor de esta semana». Bojalad elogió a D'Arcy como «una de las mejores intérpretes de la serie», elogiando su capacidad para «captar tanto la tardía comprensión de Rhaenyra de lo que realmente es Daemon como su ceguera política». Alexandra Bullard, del Daily Express, elogió específicamente a D'Arcy y Saban, calificando a la primera de «magnífica» y a la segunda de «fenomenal».
Las reseñas también destacaron varias escenas concretas, como la pelea entre Erryk y Arryk, la discusión entre Rhaenyra y Daemon, Otto regañando a Aegon y la interacción de Rhaenyra con Mysaria. Khosla describió la pelea como «una magnífica despedida para los hermanos Tittensor» (intérpretes de los gemelos Cargyll), calificándola de «memorable» e «impactante», mientras que Santanu Das, de Hindustan Times, la definió como «uno de los momentos más brutales y convincentes de la temporada hasta el momento». Además, los críticos también alabaron la dirección de Kilner, el guion de Hess, la partitura de Djawadi, la fotografía de Martínez y el trabajo de cámara.

### Citas
1. ↑  «Episode 2: ‹Rhaenyra the Cruel›». Warner Bros. Discovery (en inglés). 24 de junio de 2024. Consultado el 25 de junio de 2024.
2. ↑  Dean, Tyler (24 de junio de 2024). «Funerals, Mass Executions, Break-Ups, and a New Hand: Analyzing House of the Dragon Season 2, Episode 2». Reactor (en inglés). Consultado el 28 de junio de 2024.
3. ↑  «Sara Hess». Writers Guild of America West (en inglés). Consultado el 25 de junio de 2024.
4. ↑  Massoto, Erick (12 de mayo de 2023). «Here's How Many Directors Are Working on House of the Dragon Season 2». Collider (en inglés). Consultado el 25 de junio de 2024.
5. ↑  Kanter, Jake (11 de abril de 2023). «House Of The Dragon Season 2 Begins Filming». Deadline Hollywood (en inglés). Archivado desde el original el 12 de diciembre de 2023. Consultado el 29 de junio de 2023.
6. ↑  Ruscinski, Maxwell (28 de septiembre de 2023). «House of the Dragon Season 2 Wraps Filming, Aiming for Summer 2024 Release». CBR (en inglés). Consultado el 20 de junio de 2024.
7. ↑  «Episode 2» (en inglés). The House That Dragons Built. Episodio 2. Temporada 2. HBO. 23 de junio de 2024. min. 3:07. https://www.hbo.com/house-of-the-dragon-the-house-that-dragons-built/season-2/2-episode-2.
8. ↑  «Episode 2» (en inglés). The House That Dragons Built. Episodio 2. Temporada 2. HBO. 23 de junio de 2024. min. 1:01. https://www.hbo.com/house-of-the-dragon-the-house-that-dragons-built/season-2/2-episode-2.
9. ↑  «Episode 2» (en inglés). The House That Dragons Built. Episodio 2. Temporada 2. HBO. 23 de junio de 2024. min. 11:43. https://www.hbo.com/house-of-the-dragon-the-house-that-dragons-built/season-2/2-episode-2.
10. ↑  «Episode 2» (en inglés). The House That Dragons Built. Episodio 2. Temporada 2. HBO. 23 de junio de 2024. min. 15:00. https://www.hbo.com/house-of-the-dragon-the-house-that-dragons-built/season-2/2-episode-2.
11. ↑  Romano, Rick (4 de diciembre de 2023). «Meet the Jon Snow ancestor and main Stark of House of the Dragon». Entertainment Weekly (en inglés). Consultado el 24 de junio de 2024.
12. ↑  Asiaten, Alvin (24 de junio de 2024). «TV Ratings for Sunday 23rd June 2024». Spoiler TV (en inglés). Consultado el 26 de junio de 2024.
13. ↑  Kimball, Trevor (25 de junio de 2024). «House of the Dragon: Season Two Ratings». TV Series Finale (en inglés). Consultado el 28 de junio de 2024.
14. ↑  «House of the Dragon: Season 2, Episode 2». Rotten Tomatoes (en inglés). Consultado el 6 de julio de 2024.
15. 1 2 3  White, Haley Whitmire (23 de junio de 2024). «House of the Dragon Season 2 Episode 2 Review: Disturbing Developments». TV Fanatic (en inglés). Consultado el 24 de junio de 2024.
16. 1 2 3 4  Bojalad, Alec (24 de junio de 2024). «House of the Dragon Season 2 Episode 2 Review: The Bloody Aftermath and Sullied White Cloaks». Den of Geek (en inglés). Consultado el 24 de junio de 2024.
17. 1 2 3 4 5 6 7  Hunt, James (24 de junio de 2024). «House Of The Dragon Season 2, Episode 2 Review: Blood & Cheese's Aftermath Drives A Solid Outing». Screen Rant (en inglés). Consultado el 24 de junio de 2024.
18. 1 2 3  Doll, Katie (24 de junio de 2024). «House of the Dragon Season 2, Episode 2 Review: Tragedy in War». CBR (en inglés). Consultado el 24 de junio de 2024.
19. ↑  O'Hara, Helen (24 de junio de 2024). «House of the Dragon Season 2, Episode 2 Review». IGN (en inglés). Consultado el 24 de junio de 2024.
20. 1 2 3  «House Of The Dragon recap: There will be blood». The A.V. Club (en inglés). 24 de junio de 2024. Consultado el 25 de junio de 2024.
21. 1 2 3 4 5  Lane, Carly (24 de junio de 2024). «House of the Dragon Season 2 Episode 2 Recap: Dig Two Graves». Collider (en inglés). Consultado el 24 de junio de 2024.
22. 1 2 3  Rivera, Joshua (24 de junio de 2024). «House of the Dragon Season 2 Episode 2 Recap: What's So Civil About War, Anyway? | Decider». Decider (en inglés). Consultado el 25 de junio de 2024.
23. 1 2  Weldon, Glen (23 de junio de 2024). «House of the Dragon season 2, episode 2: A real no-twin scenario». NPR (en inglés). Consultado el 25 de junio de 2024.
24. 1 2 3  Bullard, Alexandra (23 de junio de 2024). «House of the Dragon Season 2 Episode 2 Review - Volatile and merciless». Daily Express (en inglés). Consultado el 25 de junio de 2024.
25. 1 2 3 4 5 6 7 8  Khosla, Proma (24 de junio de 2024). «House of the Dragon Season 2, Episode 2 Review: The Cost of War». IndieWire (en inglés). Consultado el 25 de junio de 2024.
26. 1 2 3 4  Das, Santanu (24 de junio de 2024). «House of the Dragon Season 2 Episode 2 review: Vengeance runs wild as tragedy evens out». Hindustan Times (en inglés). Consultado el 25 de junio de 2024.
27. ↑  Kram, Zach (23 de junio de 2024). «On House of the Dragon, the Family Fault Lines Are Fully Exposed». The Ringer (en inglés). Consultado el 25 de junio de 2024.